# Dvojno brezno pri Cink križu

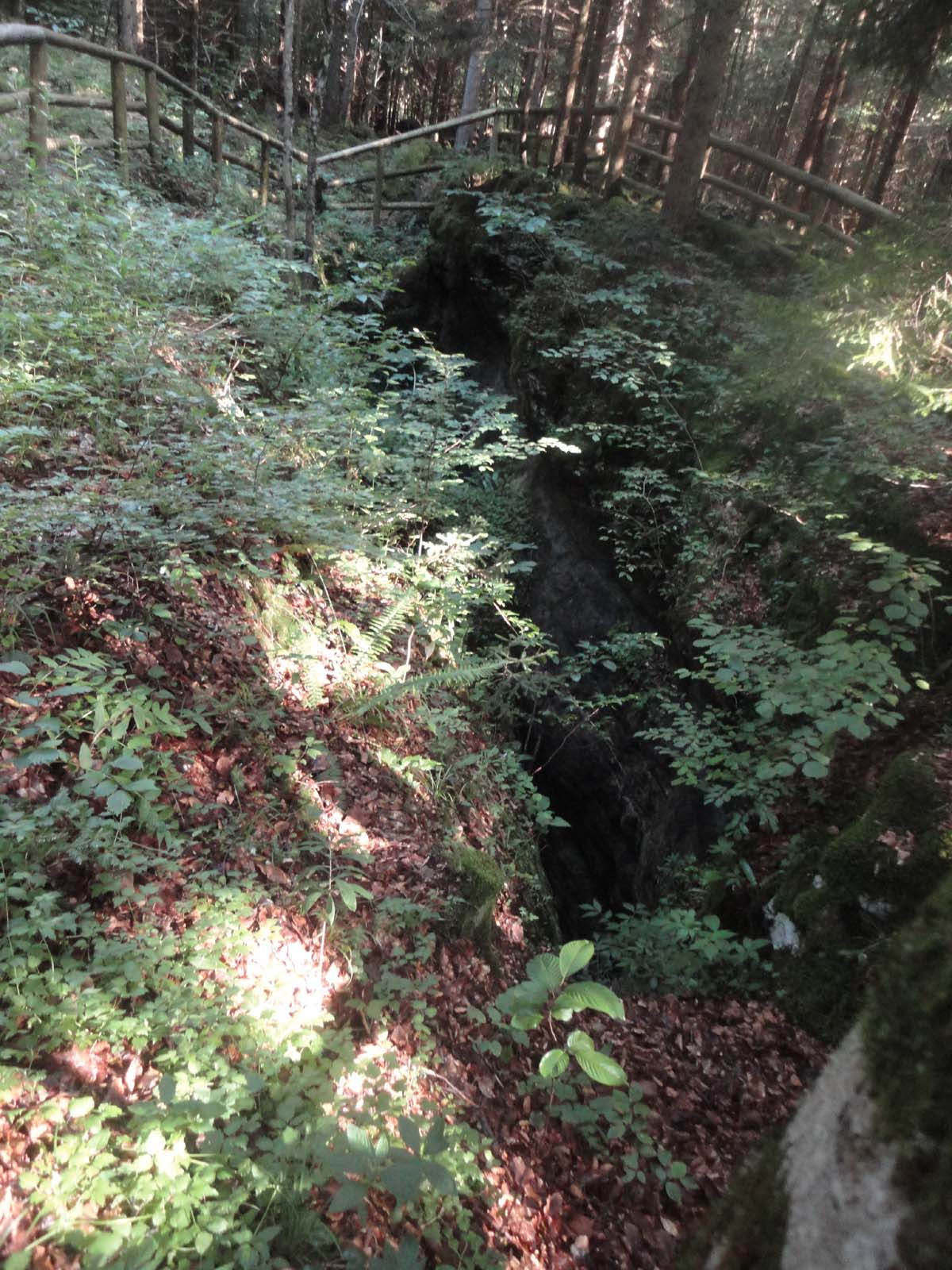
Zugang zum Massengrab am Kreuz von Cink

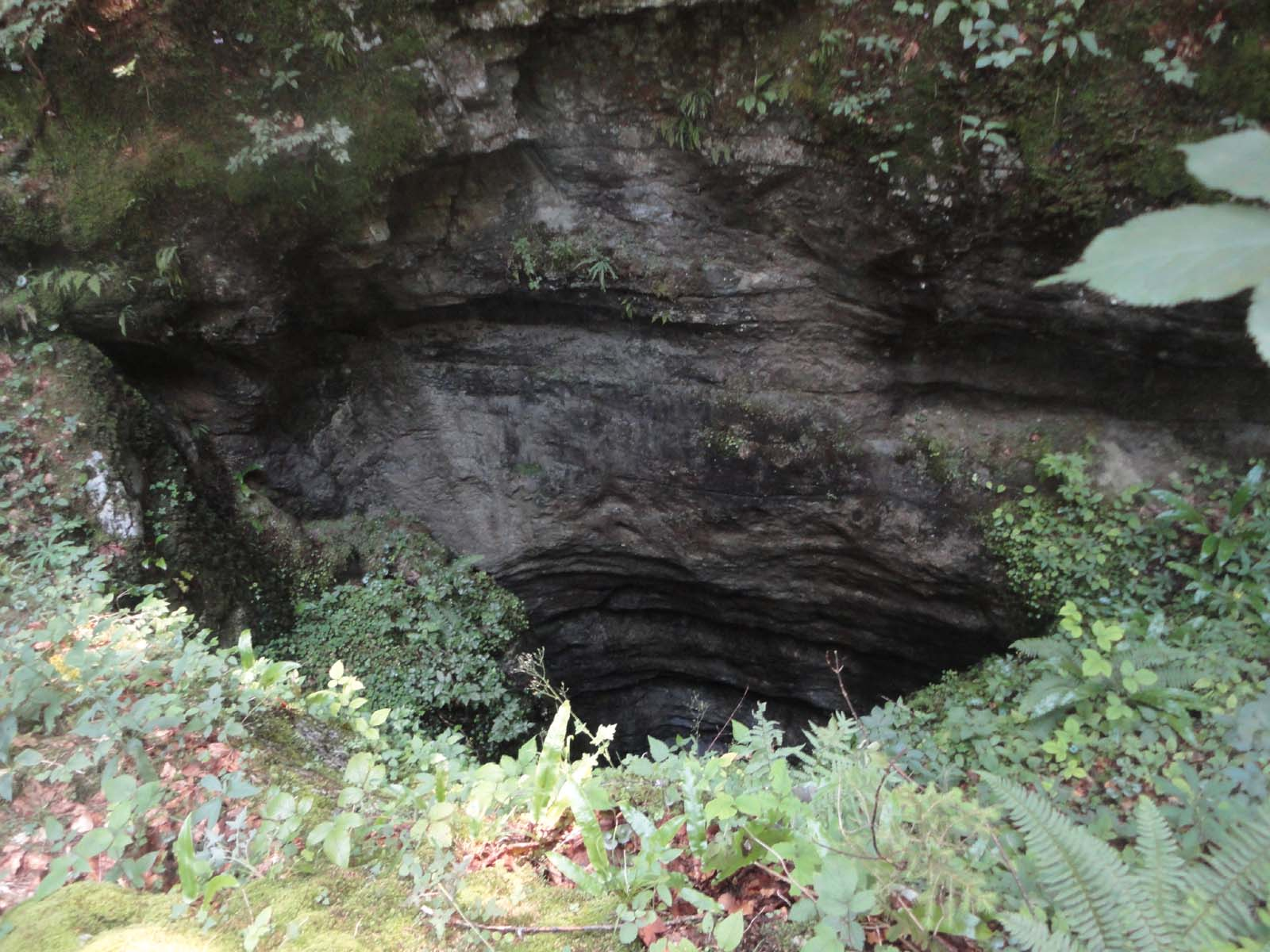
Schlund der Schachthöhle

Dvojno brezno pri Cink križu (deutsch Doppelschacht beim Kreuz von Cink) ist der Name einer Schachthöhle im Höhenzug Kočevski Rog in der Nähe von Podstenice, Gemeinde Dolenjske Toplice in der Unterkrain (Slowenien).

## Beschreibung
Südlich von Podstenice existieren auf dem Gebiet der Wüstung Cink (deutsch Zinken) mehrere Karsthöhlen und Schluchten. Die 22 m tiefe Doppelschacht-Höhle Dvojno brezno pri Cink križu liegt 80 m von der Höhle Cinkov križ entfernt. 

## Geschichte
Im Jahr 1945 fand in der Umgebung das Massaker vom Hornwald statt. Die Opfer wurden in die dortigen Karsthöhlen geworfen. 
Das Massengrab Doppelschacht beim Kreuz von Cink (Grobišče Dvojno brezno pri Cink križu) enthält die sterblichen Überreste von Angehörigen der Slowenischen Heimwehr und anderer bewaffneter Gruppen, die den deutschen Streitkräften unterstellt waren. 
Die Böden beider Schächte sind mit großen Steinen bedeckt, die von der Oberfläche herabgefallen sind, und die Zugänge zu den Schächten wurden gesprengt. 
Die Grabstätte ist als Kulturerbe registriert und heute Erinnerungsstätte.